# Комиссаровка (Оренбургская область)
Комиссаровка — посёлок в Пономарёвском районе Оренбургской области в составе Ефремово-Зыковского сельсовета.

## География
Располагается на расстоянии примерно 12 километров по прямой на северо-запад от районного центра села Пономарёвка. 

## История
Поселок основан в период 1928—1930 годов. Когда-то была деревянная церковь, из неё в 1970 году было построено три жилых дома.  В 1930 году  население составляло 408 жителей.

## Население
Постоянное население составляло 34 человека в 2002 году (русские 97 %),  24 в 2010 году.